# Award of Garden Merit

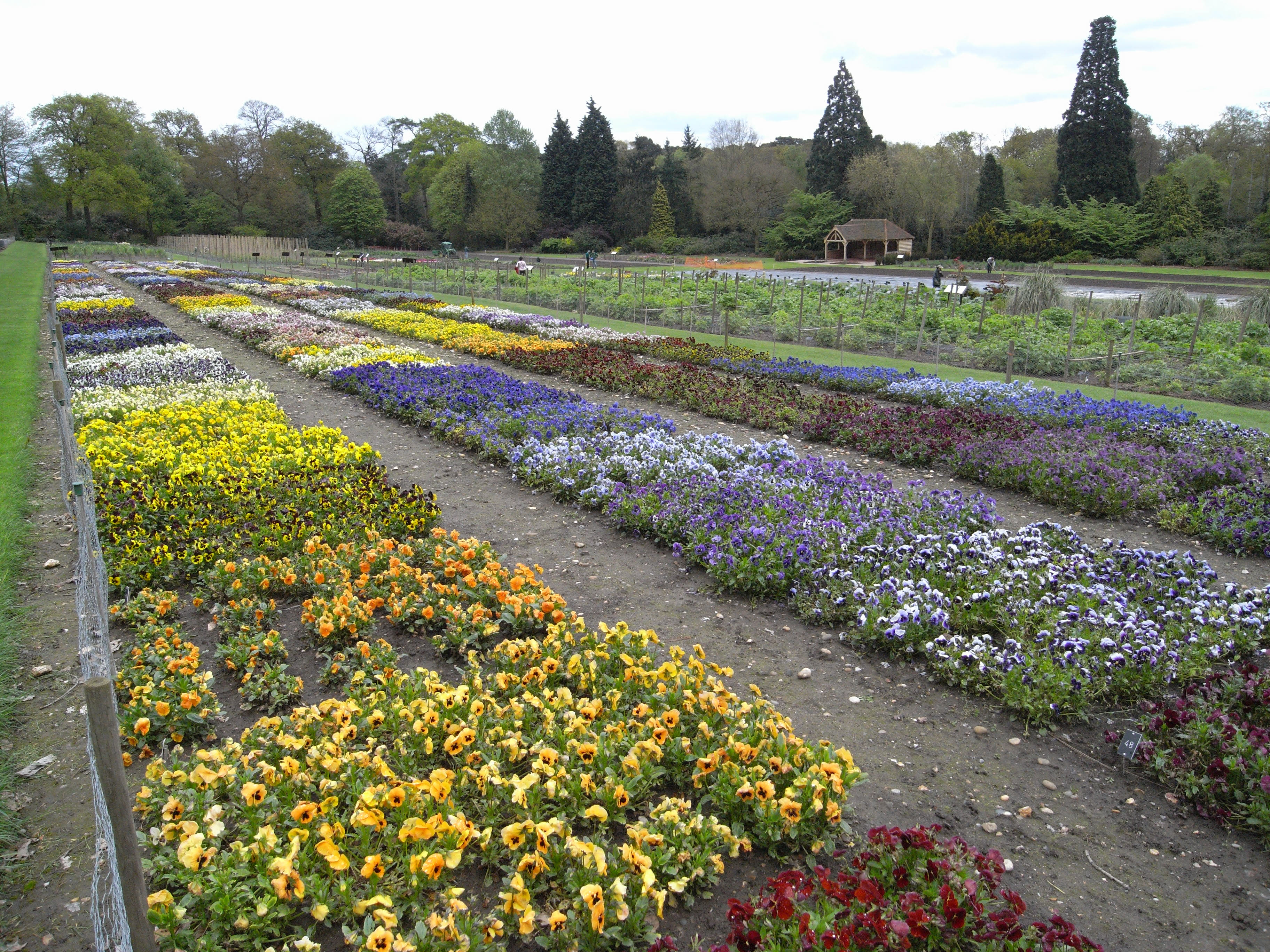
Полевые испытания растений в Уизли

Award of Garden Merit (сокр. AGM, рус. Награда за выдающиеся садовые качества) — награда (титул, почетное звание), ежегодно присуждаемая английским Королевским садоводческим обществом.
Присуждается садовым растениям (выращиваемым в открытом грунте или теплицах) в Великобритании по итогам испытания в садах или специализированных коллекциях. Награды периодически пересматриваются в случаях, когда растение исчезает из культуры или заменяется новыми и лучшими сортами.
Титул помогает английским садоводам сделать осознанный выбор растений, подходящих для выращивания в их регионе. Эта награда означает, что растение рекомендуется Королевским садоводческим обществом.
Растения — претенденты на награду должны отвечать нескольким требованиям:
- иметь превосходные характеристики для обычного использования в подходящих условиях;
- должны быть доступны для приобретения;
- отличаться хорошим ростом;
- должны сохранять форму и окраску <соответствующую виду или сорту>;
- должны быть достаточно устойчивы к вредителям и болезням.